# ACE (motorfiets)

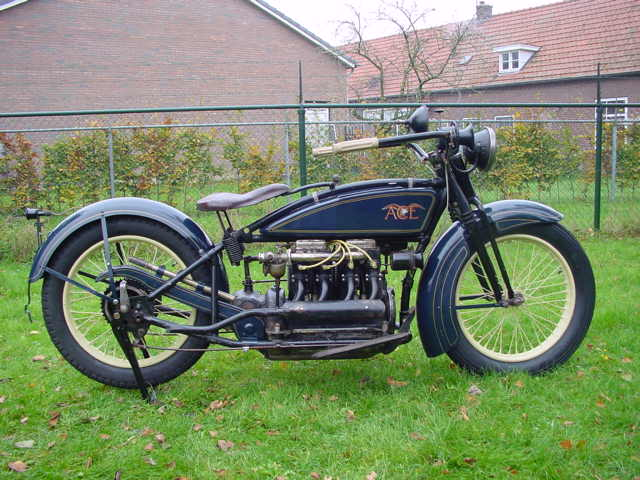
ACE 1264 cc viercilinder uit 1922

ACE (ACE Motor Corporation) is een voormalige Amerikaanse motorfietsenfabriek in Philadelphia (1919-1927).
ACE werd in 1919 opgericht door William G. ("Bill") Henderson, nadat zijn eigen merk Henderson in 1917 was opgegaan in het Amerikaanse Excelsior-concern van Ignaz Schwinn en Henderson en Schwinn onenigheid kregen. Bij ACE bleef Henderson zijn bekende viercilinder lijnmotoren bouwen.
Na Hendersons overlijden in 1922 (hij verongelukte tijdens het testen van een nieuwe motorfiets) was de fabriek geen lang leven meer beschoren: Arthur Lemon nam de productie over en ontwierp nog een 1384 cc-versie van Hendersons viercilinder, maar in 1927 werd het merk verkocht aan Indian.
Tot 1929 heetten de machines Indian-ACE, daarna alleen nog Indian. Zo reden er dus viercilinders rond onder de merknamen Henderson, Excelsior, ACE en Indian.